# 서울광장 통행저지 사건
서울광장 통행저지 사건(2011.6.30. 2009헌마406 [위헌확인])은 대한민국 헌법재판소 판례이다.

## 사실관계
피청구인(경찰청장)은 노무현 전 대통령이 서거하자 고인을 조문하고자 덕수궁 대한문 앞 시민 분향소를 찾은 사람들이 그 건너편에 있는 서울광장에서 불법, 폭력, 집회나 시위를 개최하는 것을 막기 위하여 경찰버스들로 서울광장을 둘러싸 소위 차벽을 만드는 방법으로 서울광장에 출입하는 것을 제지하였다. 서울특별시민인 청구인들은 서울광장을 가로질러 통행하려고 하다가 서울광장을 둘러싼 경찰버스들에 의하여 만들어진 차변에 의하여 통행하지 못하게 되자 피청구인의 이와 같은 통행제지행위가 청구인들의 거주, 이전의 자유와 공물이용권 및 일반적 행동자유권을 침해한다고 주장하면서 그 위헌확인을 구하는 이 사건 헌법소원심판청구를 하였다.

## 주문
위헌확인

## 이유

### 헌법소원심판청구의 적법 여부
행정상의 즉시강제로서 권력적 사실행위에 해당하므로 행정쟁송의 대상이 된다. 소의 이익이 부정될 가능성이 높아 그 잘차에 의한 권리구제의 가능성이 거의 없다고 보여지는바, 이는 보충성의 예외로서 허용된다.

### 기본권의 침해 여부

##### 거주이전의 자유
틀:거주이전의자유 침해x

##### 공물이용권
틀:공공용물도 일반적 행동자유권 보호대상o

##### 일반적 행동자유권
일반 공중에게 개방된 장소인 서울광장을 개별적으로 통행하거나 서울광장에서 여가활동이나 문화활동을 하는 것은 일반적 행동자유권의 내용을 보장된다.

##### 과잉금지원칙
이 사건 통행제지행위는 개별적인 집회를 금지하는 것을 넘어서서 서울광장에서 개최될 여지가 있는 일체의 집회를 금지할 뿐만 아니라 더 나아가서 일반시민들인 청구인들의 서울광장에서의 통행조차 금지한 것이여서 전면적이고 광범위하며 극단적인 조치이다. 필요한 최소한의 조치였다고 보기 어렵다.
서울광장의 몇 군데라도 통로를 개설하여 통제 하에 출입하게 하거나 대규모의 불법, 폭력 집회가 행해질 가능성이 적은 시간대라든지 서울광장 인근 건물에의 출근이나 왕래가 많은 오전 시간대에는 일부 통제를 풀 수 있다. 따라서 법익의 균형성 요건도 충족하지 못한다.

## 결론
이 사건 통행제지행위가 이미 종료되어 그로 인한 기본권침해 상태가 더 이상 존재하지 아니하므로 이를 취소하는 대신 위헌임을 확인 하는 선언을 한다.

## 같이 보기
- 행복추구권
- 서울광장
- 노무현

1. ↑  “헌법재판소 2009헌마406 - CaseNote”. 2025년 3월 14일에 확인함.